# 대구광역시동부교육지원청
대구광역시동부교육지원청(大邱廣域市東部敎育支援廳, Daegu Dongbu Office of Education)은 대구광역시 중구, 수성구, 동구를 관할하는 대구광역시교육청 산하의 교육지원청이다.
교육장은 장학관으로 보한다.

## 연혁
- 1985년 4월 1일 대구직할시동부교육구청 개청
- 1991년 대구직할시동부교육청으로 기관명칭 변경.
- 1995년 대구광역시동부교육청으로 기관명칭 변경.
- 1998년 중구 삼덕동2가에서 남산동 옛 대구복명초등학교 교사로 이전
- 2010년 동부교육지원청으로 명칭 변경.

## 산하기관

### 중구
초등학교
| - 경북대학교 사범대학 부설초등학교 - 계성초등학교 - 대구남산초등학교 - 대구동덕초등학교 - 대구동인초등학교 | - 대구명덕초등학교 - 대구삼덕초등학교 - 대구수창초등학교 - 대구종로초등학교 - 대구초등학교 |

중학교
| - 경구중학교 - 경북대학교 사범대학 부설중학교 - 계성중학교 - 대구제일중학교 - 성명여자중학교 |

### 수성구
초등학교
| - 대구경동초등학교 - 대구고산초등학교 - 대구노변초등학교 - 대구대청초등학교 - 대구동도초등학교 - 대구동문초등학교 - 대구동산초등학교 - 대구동성초등학교 - 대구동원초등학교 | - 대구동일초등학교 - 대구동천초등학교 - 대구두산초등학교 - 대구들안길초등학교 - 대구만촌초등학교 - 대구매동초등학교 - 대구매호초등학교 - 대구범물초등학교 - 대구범어초등학교 | - 대구범일초등학교 - 대구복명초등학교 - 대구사월초등학교 - 대구삼육초등학교 - 대구성동초등학교 - 대구수성초등학교 - 대구시지초등학교 - 대구신매초등학교 - 대구용지초등학교 | - 대구욱수초등학교 - 대구중앙초등학교 - 대구지봉초등학교 - 대구지산초등학교 - 대구청림초등학교 - 대구파동초등학교 - 대구황금초등학교 |

중학교
| - 경신중학교 - 고산중학교 - 노변중학교 - 능인중학교 - 대구동부중학교 - 대구동중학교 - 대구중앙중학교 - 대륜중학교 | - 덕원중학교 - 덕화중학교 - 동도중학교 - 동원중학교 - 매호중학교 - 범물중학교 - 범일중학교 - 소선여자중학교 | - 수성중학교 - 시지중학교 - 신명여자중학교 - 오성중학교 - 정화중학교 - 지산중학교 - 황금중학교 |

### 동구
초등학교
| - 대구강동초등학교 - 대구공산초등학교 - 대구덕성초등학교 - 대구동부초등학교 - 대구동신초등학교 - 대구동촌초등학교 - 대구동호초등학교 - 대구반야월초등학교 | - 대구방촌초등학교 - 대구불로초등학교 - 대구서촌초등학교 - 대구송정초등학교 - 대구숙천초등학교 - 대구신성초등학교 - 대구신천초등학교 - 대구아양초등학교 | - 대구안일초등학교 - 대구용호초등학교 - 대구율금초등학교 - 대구율원초등학교 - 대구율하초등학교 - 대구입석초등학교 - 대구지묘초등학교 - 대구해서초등학교 | - 대구해안초등학교 - 대구효동초등학교 - 대구효목초등학교 - 대구효신초등학교 - 동대구초등학교 - 영신초등학교 |

중학교
| - 강동중학교 - 공산중학교 - 동촌중학교 - 불로중학교 | - 신기중학교 - 신암중학교 - 아양중학교 - 안심중학교 | - 영신중학교 - 율원중학교 - 입석중학교 - 청구중학교 |

## 같이 보기
- 대한민국 교육부